# Basci
Bascii (în bască Euskaldunak, în spaniolă Vascos, în franceză Basques) sunt un grup etnic din Țara bascilor, o regiune situată în nordul - nord-estul Spaniei, precum și în sud-vestul Franței. 
Astăzi locuiesc în lume aproximativ 18 milioane de basci, dintre care 2,6 milioane în Țara Bascilor (Franța și Spania), aproximativ 5 milioane de persoane cu origini basce în alte regiuni ale Spaniei și Franței, precum și în jur de 8 milioane în America Latină (preponderent în Chile și Argentina). 

## Istorie
Numele lor vine de la numele tribului antic al vasconilor, pe care istoricul grec Strabon îi plasează la sud de Pirineii occidentali și la nord de râul Ebro, în Navarra și Aragonul de nord de astăzi. În perioada antichității târzii și a evului mediu timpuriu, acest nume a ajuns să fie folosit pentru a denumi întreaga populație vorbitoare de bască de pe ambele părți ale Pirineilor.
Mulți istorici consideră că bascii sunt descendenții primelor populații din Europa de Vest, în special cele din regiunea Cantabria. Triburile basce fuseseră menționate de Strabon și Pliniu, fiind numiți Vasconi și Aquitani. Există suficiente dovezi că aceste populații vorbeau o limbă asemănătoare cu basca. 
În Evul Mediu timpuriu, teritoriul dintre Ebro și Garonne a fost cunoscut sub numele de Vasconia, fiind parte a regatului spaniol sub stăpânirea vizigoților. După invaziile musulmane și expansiunea francilor sub Carol cel Mare, teritoriul Spaniei a fost fragmentat, Regatul de Castilia și Regatul Pamplona fiind singurele state spaniole independente cu populație bască în secolul IX. 
Acesta din urmă, cunoscut mai târziu ca Navarra, a fost sub influența vecinilor săi mai puternici, Regatul Castiliei anexând numeroase teritorii în secolele XI, XII și XVI. Restul Regatului Navarrei a fost anexat de Franța. 
Însă provinciile basce s-au bucurat de o autonomie extinsă până la Revoluția Franceză în Nord și războaiele civile carliste în sud (Spania). De atunci, în ciuda statului autonom al Țării Bascilor, stabilită de Constituția spaniolă, unii basci mai încearcă să stabilească un stat complet independent.

## Cultura
Limba bască, sau Euskara, este vorbită astăzi de 25% -30% din populația din regiunea bască. O idee centrală promovată de politicienii naționaliști basci este faptul că, în bască, bascii se identifică prin termenul euskaldun și își numesc țara Euskal Herria, adică "vorbitor de bască" și respectiv "Țara Limbii basce". Limba a fost considerată drept o problemă politică de către politicile oficiale spaniolă și franceză, fiindu-i restricționată utilizarea; cu toate acestea, acest lucru nu a oprit predarea, vorbirea, scrierea și cultivarea acestei limbi minoritare din ce în ce mai vibrante.  
Ca urmare a promovării limbii de stat, politicilor educaționale, a impactului mass-media, precum și a efectelor migrației, astăzi aproape toți bascii (cu excepția unor copii sub vârsta școlară) vorbesc limba oficială a statului lor (spaniolă sau franceză). Prin urmare, există foarte puțini basci ce vorbesc doar o limbă, toți bascii fiind bilingvi. Această realitate, împreună cu faptul că spaniola sau franceza sunt limbile materne a cetățenilor din alte regiuni, care de multe ori nu doresc să învețe basca, menține poziția dominantă a limbilor de stat, atât în Franța, cât și în Spania. Politica oficială a guvernului autonom basc este de a schimba această situație, privind starea actuală ca o amenințare potențială la adresa utilizării de către majoritatea bascilor a limbii materne. 
Limba bască este considerat a fi o limbă izolată genetic. Astfel, limba bască contrastează cu alte limbi europene, majoritatea fiind limbi indo-europene. O altă particularitate a limbii basce este că aceasta a fost vorbită continuu in situ în jurul locației sale teritoriale din prezent mai mult decât alte limbi europene moderne, care au fost toate introduse în vremuri istorice sau preistorice, prin migrații ale populațiilor sau alte procese. 
Cu toate acestea, mulți consideră în mod eronat limba bască ca fiind "cea mai veche limbă din Europa" și "unică printre limbile din lume". De-a lungul secolelor, basca a rămas în contact permanent cu limbile vecine, împrumutând numeroase elemente lexicale și caracteristici tipologice. Bască este de asemenea o limbă modernă, fiind utilizată în toate contextele sociale și culturale.

## Basci celebri
- Berengaria de Navara (n. c. 1165 - 1230), soția lui Richard Inimă de Leu;
- Juan Sebastián Elcano (1476- 1526), explorator care a reușit prima circumnavigație și aceasta după moartea lui Magellan;
- Andrés de Urdaneta (1498 - 1568), explorator care a realizat a doua circumnavigație.
- Jacques Laffitte (1767 - 1844), bancher și politician;
- Pablo de Sarasate (1844 - 1908), violonist și compozitor romantic;
- Sabino Arana (1865 - 1903), scriitor și fondator al curentului naționalist basc;
- Pío Baroja (1872 - 1956), scriitor din Generația lui 98;
- Jorge Oteiza (1908 - 2003), sculptor;
- Che Guevara (1928 - 1967), revoluționar argentinian, având o parte din strămoși de etnie bască;
- Txillardegi (1929 - 2012), scriitor;
- Joxe Azurmendi (n. 1941), filozof;
- Léopold Eyharts (n. 1957), astronaut;
- Joseba Sarrionandia (n. 1958), scriitor;
- Andoni Zubizarreta (n. 1961), fost fotbalist la FC Barcelona;
- Miguel Indurain (n. 1964), campion mondial la ciclism;
- Patxi Xabier Lezama Perier (n. 1967), sculptor,scriitor;
- Alberto Berasategui (n. 1973), fost tenismen care a câștigat în finala de la Turneul de tenis de la Roland Garros în 1994;
- Xabi Alonso (n. 1981), fotbalist la Real Madrid.